# Nacho Vidal (football)
Pour les articles homonymes, voir Nacho Vidal (homonymie) et Vidal.
Ignacio Vidal Miralles, dit Nacho Vidal, né le 24 janvier 1995 à Campello en Espagne, est un footballeur espagnol évoluant au poste d'arrière droit au Real Oviedo.

## Biographie

### Valence CF
Vidal commence sa formation à l'Hércules CF avant de rejoindre le Valence CF en 2009. Il joue son premier match professionnel avec l'équipe réserve, le Valence Mestalla, en mars 2014 contre le Levante B en Segunda División B.
Le 18 août 2017, Vidal débute en Liga contre Las Palmas, titularisé d'emblée par Marcelino. Le 24 septembre, il marque son premier but contre la Real Sociedad lors d'un succès 3-2 en championnat. Peu utilisé, Vidal ne joue que sept matchs durant la saison 2017-2018.

### CA Osasuna
Le 13 juillet 2018, Vidal signe au CA Osasuna, club évoluant en deuxième division. Il remporte le championnat à l'issue de la saison.

## Palmarès
CA Osasuna
- Segunda División
  - 2019